# Procuradoria Europeia
A Procuradoria Europeia (em inglês European Public Prosecutor Office ou EPPO, literalmente "Gabinete do Promotor Público Europeu") constitui o ministério público da União Europeia, dirigido pelo procurador-geral europeu. Tem como competência a investigação dos delitos que atentem contra os interesses financeiros e o orçamento da União Europeia e o exercício da ação penal contra os seus autores. A Procuradoria Europeia está estruturada num nível central e num outro o operacional. A estrutura central está sedeada no Luxemburgo e inclui o procurador-geral e o colégio de procuradores europeus. A estrutura operacional, reparte-se pelos vários estados participantes e inclui os procuradores europeus delegados e as câmaras permanentes.
Prevista no Tratado de Lisboa, a Procuradoria Europeia começou a funcionar oficialmente a 1 de junho de 2021.

## Tratado de Lisboa

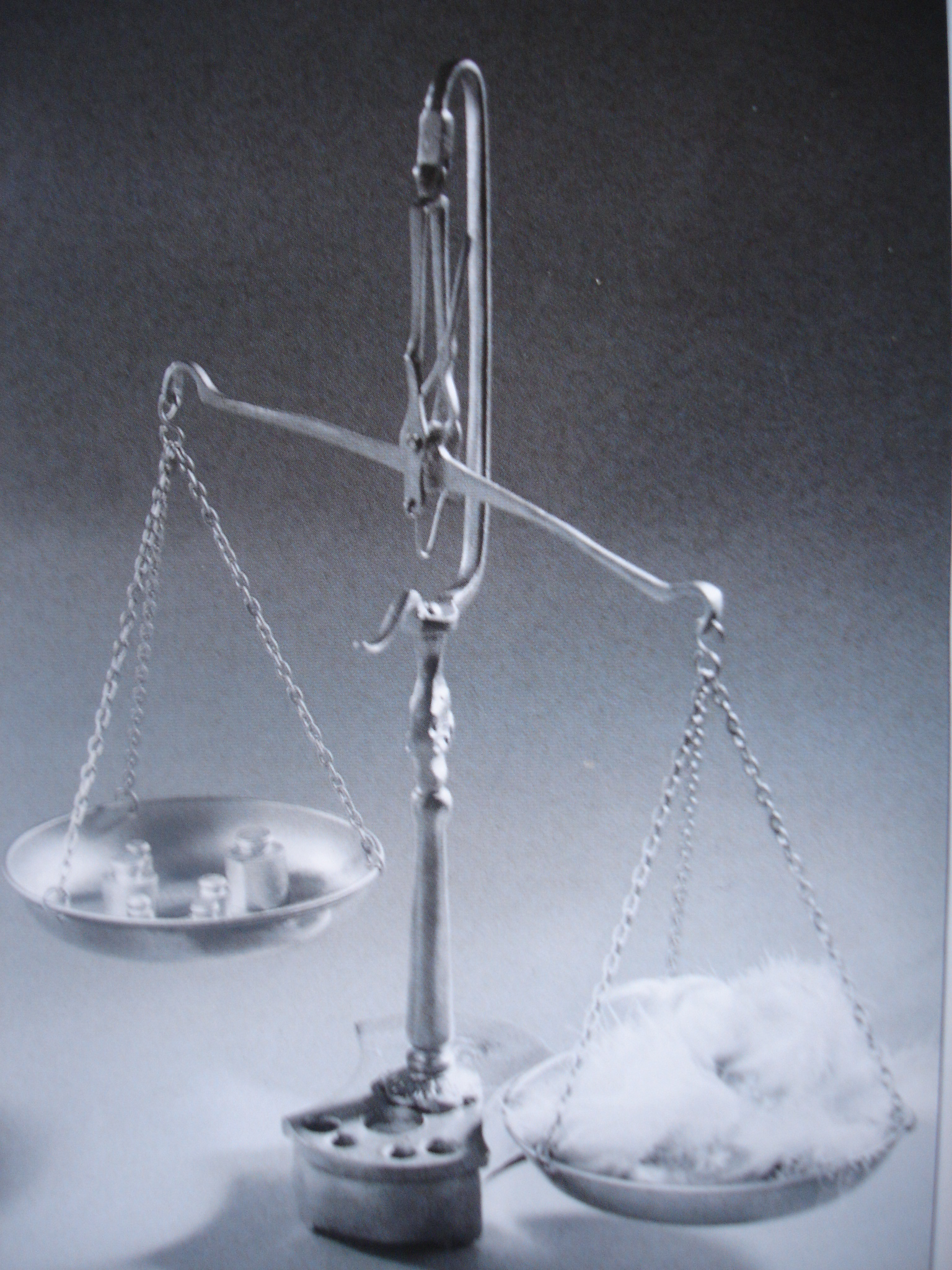

A Procuradoria Europeia é mencionada no Artigo 69E do Tratado de Lisboa:
- O Conselho da União Europeia delibera por unanimidade, após consenso (em oposição à aprovação) do Parlamento Europeu, quando institui o cargo do Promotor Público Europeu.
- Quando o Conselho não puder decidir, por unanimidade, pelo menos 9 Estados-membros podem solicitar que o projecto de regulamento seja submetido ao Conselho Europeu.

Assim, o Tratado prevê a possibilidade de estabelecer um "Promotor Público" para um número limitado de crimes, por solicitação de 9 Estados-membros.
- O Conselho Europeu pode expandir os poderes do Promotor Público para incluir as formas graves de criminalidade transfronteiriça.

Foi fortemente apoiado pelo ex-Comissário Europeu para a Justiça, Liberdade e Segurança|Comissário para a Justiça, Liberdade e Segurança, Franco Frattini, como parte dos planos para reforçar o Eurojust. Frattini declarou, em agosto de 2007, que ele está "convencido de que a Europa terá o seu Procurador-Geral (Promotor) no futuro" e sugeriu que a Comissão está apenas à espera que o tratado entre em vigor. Ele afirmou que um promotor "pode ser útil" em áreas "importantes onde os interesses europeus estão em jogo", nomeadamente para lidar com crimes financeiros, a fraude e a contrafação a nível europeu.

## Apresentação da Presidência espanhola
O 3 de março de 2010 o fiscal-geral do Estado espanhol (procurador-geral), Cándido Conde-Pumpido, apresentou oficialmente em Bruxelas o projeto da presidência espanhola para a posta em marcha da Procuradoria Europeia, conforme o previsto no art 86 do Tratado de Lisboa. Conde-Pumpido apresentou um projeto técnico, elaborado a partir das conclusões derivadas das Jornadas Internacionais convocadas pela Promotoria espanhola em 2008 e 2009, que posteriormente teriam  debater os Vinte e sete no Conselho de Luxemburgo. A figura do Promotor Europeu, prevista no Tratado de Lisboa, pesquisaria numa primeira fase as fraudes e especulações contra o euro; numa segunda fase poderia pesquisar também e promover causas penais contra delitos transfronteiriços como o tráfico de pessoas, o narcotráfico e o terrorismo.
Trata-se de um primeiro passo de um longo caminho que a Presidência espanhola tem querido dar o dantes possível, afirmou Conde-Pumpido ao apresentar os trabalhos técnicos relativos ao estabelecimento da Promotoria Europeia. O Promotor Geral espanhol explicou que um Ministério Público europeu dotaria de maior eficácia às investigações económicas para salvaguardar os interesses da união monetária e permitiria coordenar o trabalho que fazem os órgãos jurisdicionais nacionais, bem como da Agência Europeia de Cooperação Judicial (Eurojust) e o Escritório Europeu de Luta contra a Fraude (OLAF), acrescentando que a moeda única precisa uma instituição específica que a proteja de fraudes e especulações.
A criação desta instituição discutiu-se posteriormente, conforme a proposta espanhola, na reunião de ministros de Justiça e do Interior dos Vinte e sete que teve lugar no Luxemburgo em 27 de abril de 2010, mas sua posta em marcha ficou suspença até uma nova discussão
O Presidente da Comissão Europeia, José Manuel Durão Barroso, anunciou em 12 de setembro de 2012 no seu discurso no Parlamento Europeu sobre o estado da União, a próxima apresentação de uma proposta para a criação da Promotoria Europeia, baseada no compromisso de defender o Estado de Direito.